# Clinton (Luizjana)
Clinton – miasto w Stanach Zjednoczonych, w stanie Luizjana, siedziba administracyjna parafii East Feliciana.